# Thomas Byberg
Thomas Hedvin Byberg (Hommelvik, 18 settembre 1916 – Trondheim, 13 ottobre 1998) è stato un pattinatore di velocità su ghiaccio norvegese.

## Palmarès

### Olimpiadi invernali
- Argento a Sankt Moritz 1948 nei 500 metri.